# Siem Pang
Siem Pang es uno de los cinco distritos que forman la provincia camboyana de Stung Treng, con una población estimada en marzo de 2008 de 18 323 habitantes. Está dividido en las siguientes  comunas (khum), que se muestran asimismo con población estimada de 2008:
- Preaek Meas 3,197
- Santepheap 3,135
- Sekong 5,227
- Srae Sambour 3,983
- Thma Kaev 2,781[1]